# Primidona
La primidona en un anticonvulsivo que se usa en el tratamiento de una variedad de afecciones, que incluyen trastornos convulsivos, temblores, dolor neuropático, neuralgia del trigémino, tinnitus y cefalea migrañosa.
La primidona se metaboliza a dos metabolitos farmacológicamente activos, fenobarbitona y feniletilmalonamida.

## Descripción
Se presenta como un polvo cristalino blanco o casi blanco. Es muy ligeramente soluble en agua y ligeramente soluble en alcohol. Se disuelve en soluciones alcalinas.

## Efectos adversos
Los efectos adversos pueden ser más frecuentes que con el fenobarbital. La mayoría de los pacientes desarrollan rápidamente tolerancia a los efectos adversos de la primidona, como ataxia, mareos, somnolencia, dolor de cabeza, náuseas y vómitos, nistagmo, erupciones cutáneas y trastornos visuales que pueden hacer descontinuar el tratamiento. Los profesionales de la salud deben tener cuidado al retirar la terapia con primidona.
La primidona, al igual que la carbamazepina, la oxcarbazepina y el fenobarbital, pueden inducir la CYP3A4 e incrementar la desintegración de anticonceptivos orales.

## Uso en embarazo y lactancia
Embarazo
No existen estudios concluyentes del daño al producto; sin embargo, se notaron anormalidades fetales en fetos de animales. Solo debe usarse el medicamento con estricta vigilancia médica cuando los beneficios sobrepasen los riesgos potenciales.
Lactancia
El fármaco pasa a la leche y puede acarrear peligro para el bebé. Debe evitarse.

## Actualidad
Su uso para los trastornos convulsivos ha disminuido sustancialmente con un cambio a medicamentos más nuevos con menos efectos adversos, menos interacciones entre medicamentos y menos posibilidades de adicción y abuso. Hoy se considera a la primidona un medicamento de tercera línea para las convulsiones parciales y tónico-clónicas.

## Carcinogenicidad
Se han observado riesgos elevados de varios tipos de cáncer, principalmente tumores cerebrales y del sistema nervioso central, linfoma, mieloma y cánceres de pulmón, hígado, páncreas y tracto gastrointestinal en algunos, pero no todos, los estudios de pacientes con epilepsia, lo que sugiere que la epilepsia y el uso a largo plazo de medicamentos antiepilépticos pueden ser factores de riesgo para el cáncer. Se evaluó la carcinogenicidad de la primidona por administración oral en un estudio en ratones y un estudio en ratas. La primidona causó aumentos significativos en la incidencia de hepatoblastoma en todos los grupos de machos dosificados. También hubo una tendencia positiva significativa en la incidencia de adenoma folicular de la tiroides en ratones que recibieron el fármaco, con un incremento significativo en la incidencia en el grupo que recibió la dosis más alta. Hubo una mayor incidencia en la hiperplasia de células foliculares de la tiroides en machos y hembras que recibieron pirimidona.
La primidona es posiblemente carcinogénica para los humanos y es ubicada en el Grupo 2B.